# Culètre
 Culètre  es una localidad y comuna de Francia, en la región de Borgoña, departamento de Côte-d'Or, en el distrito de Beaune y cantón de Arnay-le-Duc.
Su población en el censo de 1999 era de 51 habitantes.
Está integrada en la Communauté de communes du Pays d’Arnay.

## Demografía
| 117 | 108 | 85 | 70 | 67 | 51 |
| Para los censos de 1962 a 1999 la población legal corresponde a la población sin duplicidades (Fuente: INSEE [Consultar]) |     |    |    |    |    |